# Schweiz arbetarparti
Schweiz arbetarparti (tyska: Partei der Arbeit der Schweiz, franska: Parti suisse du Travail - Parti Ouvrier Populaire, italienska: Partito Comunista, rätoromanska: Partida svizra da la Lavur) är ett kommunistiskt parti i Schweiz. I kantonerna Jura, Neuchâtel och Vaud har det namnet Parti Ouvrier Populaire (POP).
Partiet är representerat i olika kantons-, stads- och kommunparlament. Tidigare hade partiet också företrädare i det federala parlamentet, men i 2011 års allmänna val lyckades de inte vinna något mandat på nationell nivå.
Ideologiskt intar de en ställning på vänsterkanten av det politiska spektrumet. Partiet är medlem i Europeiska vänsterpartiet.

## Mål
Arbetarpartiet betecknar sig som kommunistiskt. Ett av deras mål är att ”verka för demokratisk socialism genom att åstadkomma en bred majoritet för att besegra kapitalismen och utveckla det schweiziska samhället”. Partiet ser sig som solidariskt med socialt missgynnade och förespråkar en annan fördelningspolitik samt motsätter sig privatiseringar.

## Historia
- 1918 (6 oktober): Schweiz kommunistiska parti, även kallat Gammalkommunisterna (Altkommunisten), bildas under Jakob Herzogs ledning.
- 1921 (6 mars): Efter att Schweiz socialdemokratiska parti (SP) avvisat förslaget att inträda i Tredje internationalen, lämnar Socialistisk vänster (Sozialistische Linke) med Jules Humbert-Droz partiet och går samman med Gammalkommunisterna i det nybildade Schweiz kommunistiska parti (Kommunistischen Partei der Schweiz, KPS)
- 1930: Kommunistiska parti-oppositionen med Walther Bringolf bryter sig ur partiet, tränger ut KPS som största vänsterparti i kantonen Schaffhausen och övertar partiorganet Arbeiterzeitung.
- 1937: KPS förbjuds i kantonerna Neuchâtel och Genève.
- 1939 (3 december): Schweiziska socialistförbundet (Fédération socialiste suisse, FSS) bildas i kantoner med KPS-förbud.
- 1939 (28 december): KPS dagstidning Freiheit förbjuds.
- 1940 (26 november): KPS förbjuds, delvis med stöd av SP.
- 1941 (27 maj): FSS förbjuds och dess ledamöter utesluts ur Nationalrådet.
- 1944 (21 maj): Schweiz arbetarparti bildas i Basel.
- 1947: I nationalrådsvalet får partiet 5,1 % av rösterna och sju platser.
- 1969: Partiets ungdomsförbund upplöses efter ungdomsoroligheterna 1968 och Progressive Organisationen der Schweiz, Revolutionäre Marxistische Liga och Partito Socialista Autonomo bildas.
- 1971: Kvinnlig rösträtt införs och Nelly Wicki blir partiets första nationalrådskvinna.
- 2007: Partidistriktet i Ticino ändrar sitt namn från Partito svizzero del Lavoro (PSL) till Partito Comunista (PC).

## Resultat i allmänna val tillNationalrådet
| År   | Röstandel | Mandat |
| ---- | --------- | ------ |
| 1947 | 5,1 %     | 7      |
| 1951 | 2,7 %     | 5      |
| 1955 | 2,6 %     | 4      |
| 1959 | 2,7 %     | 3      |
| 1963 | 2,2 %     | 4      |
| 1967 | 2,9 %     | 5      |
| 1971 | 2,6 %     | 5      |
| 1975 | 2,4 %     | 4      |
| 1979 | 2,1 %     | 3      |
| 1983 | 0,9 %     | 1      |
| 1987 | 0,8 %     | 1      |
| 1991 | 0,8 %     | 2      |
| 1995 | 1,2 %     | 3      |
| 1999 | 1,0 %     | 2      |
| 2003 | 0,7 %     | 2      |
| 2007 | 0,7 %     | 1      |
| 2011 | 0,5 %     | 0      |

## Fotnoter och källor
1. ↑  ”Das Parlamentarier-Rating für die 47. Legislatur”, publicerad i Neue Zürcher Zeitung den 14 okt. 2007.